# 関西発!才能発掘TV マンモスター
『関西発!才能発掘TV マンモスター』（かんさいはつ!さいのうはっくつティーヴイ マンモスター）は、2017年7月4日（3日深夜）から2020年3月26日（25日深夜）まで毎日放送（MBSテレビ）で放送されたオーディションバラエティ番組。2017年11月28日（27日深夜）からは、番組タイトルを『関西発!才能発掘TV マンモスター＋』（かんさいはつ!さいのうはっくつティーヴイ マンモスタープラス）に改めている。

## 概要
関西でさまざまな才能を持つスターの原石を「マンモス級のモンスター＝マンモスター」と称した上で、オーディションや数々のレッスンを通じて、世界規模の活躍が期待される本物のスターを発掘・育成する番組。制作局のMBSテレビでは、2016年4月7日（6日深夜）から遅れネット形式で実施してきた『上田晋也のニッポンの過去問』（TBSテレビ制作）の放送を終了したうえで、同番組の放送枠（火曜日0:59 - 1:30）を当番組に充てた。
ダンス&ボーカルグループ「チーム・マンモスター」の応募資格は、関西に住む中学生以上の男女で、大阪市内でのオーディションやレッスンに通えることが条件。番組公式LINEで、他薦によってのみ応募を受け付けていた。なお、オーディションの合格者は、「チーム・マンモスター」のメンバーとして活動。RYONRYON.・田中隼人・剱持嘉一といったクリエイターや、NMB48などのプロデュースを手掛けたスタッフが、「チーム・マンモスター」の育成やプロデュースに携わる。
「チーム・マンモスター」は、2017年度冬期のメジャーデビューを目標に、LINE上や日本内外のイベント（詳細後述）で定期的にライブ活動を展開している。当番組では、2017年11月28日（27日深夜）放送分から『マンモスター＋』へ改題するとともに、個々のメンバーへ焦点を当てる構成に変更した。
2018年の初回放送（1月18日＝1月17日深夜）からは、放送枠を『有吉ジャポン』（TBSテレビ制作）の遅れネット枠と入れ替える格好で、放送枠を毎週木曜日の1:59 - 2:30（水曜日深夜25:59  - 26:30）に移動。同年3月21日（水曜日）には、「チーム・マンモスター」のメンバー15名（男性9名・女性6名）が、「新しいつながりから生まれる複合体」という意味で「Re:Complex」（リ・コンプレックス）という名称のユニットでCDデビューに漕ぎ着けた。ちなみに当日は、当番組のレギュラー放送日でもあった。
Re:ComplexのCDデビュー後も、「マンモスターBANDプロジェクト」「マンモスターメンズパフォーマンス集団オーディション」「マンモスタービッグバンドオーディション」「グルメリポーター第7世代オーディション」を開催し、合格者たちの活動を随時番組で追った。

## 放送時間
- 2017年7月4日 - 12月12日：毎週火曜日0:59 - 1:30（月曜日深夜24:59 - 25:30）
- 2018年1月18日 - 2020年3月26日：毎週木曜日1:59 - 2:30（水曜日深夜25:59 - 26:30）

## 出演者
- アキナ（秋山賢太・山名文和） - 番組MC
  - 放送枠の移動後、2018年7月放送分までは、「視聴者と同じ目線でRe:Complexの活動を見守る」という目的で、アキナと同じよしもとクリエイティブ・エージェンシー→吉本興業所属の男性若手芸人の自宅の一室をスタジオ代わりに使っていたが、ライブハウスやスタジオでの収録に移行した。
- 高野渚（第1回美笑女グランプリ受賞者、2020年1月9日 - 3月26日）

## オーディション合格者

### ダンス&ボーカルユニットオーディション
- チーム・マンモスター→Re:Complex（2021年3月31日解散）
  - 芦田茉奈津（あしだ まなつ） - 女子キャプテン
  - 岡畑雛生（おかはた ひなな）
  - 辻内祈（つじうち いのり）
  - 田中優衣子（たなか ゆいこ）
  - 戸谷莉里花（とたに りりか） - 女子副キャプテン
  - 狭間愛生（はざま あいき）
  - 渡邉梨沙（わたなべ りさ）
  - 金子京平（かねこ きょうへい）
  - 村上元紀（むらかみ もとき）
  - 森下翔（もりした かける） - 男子副キャプテン
  - 吉田悠祐（よしだ ゆうすけ）
  - 長澤翼（ながさわ つばさ） - 全体キャプテン兼男子キャプテン
  - 和田光平（わだ こうへい）
  - 「チーム・マンモスター」時代の元メンバー
    - 樋口光（ひぐち ひかる） - 2017年11月20日放送で脱退

  - 「Re:Complex」の元メンバー 
    - 南埜巴那（みなみの はな） - 2019年8月30日、Re:Complex THE LIVE〜En-Dolphin〜をもって卒業
    - 森下真帆（もりした まほ） - 前女子キャプテン、2019年12月29日、MBSちゃやまちプラザステージでの1stアルバム発売記念フリーライブをもって卒業

#### プロデュース担当
- RYONRYON.
- 田中隼人
- 剱持嘉一

### マンモスターBANDプロジェクト
- 河内REDS

### マンモスターメンズパフォーマンス集団オーディション
- Ooops!（2021年3月31日解散）
  - ALEX（アレックス）
  - 大村ジーニアス（おおむらジーニアス）
  - しんたろー
  - TAK（たく）
  - 戸賀澤立成（とがさわ りゅうせい）
  - 渡口和志（とぐち かずし）
  - 桝田海（ますだ かい）
  - 龍（りゅう） - 2020年11月14日卒業
  - らぃき - 2019年5月11日脱退

### マンモスタービッグバンドオーディション
- MUSIC UNLIMITED ORCHESTRA
  - サックス
    - 石脇陽太（いしわき さんた）
    - 入江修（いりえ おさむ）
    - 入江美香（いりえ みか）
    - 榎本有希（えのもと ゆき）
    - 遠藤真理子（えんどう まりこ）
    - 岡田星（おかだ あかり）
    - 岸田悠希（きしだ ゆうき）
    - 木村寧音（きむら ねお）
    - 黒田雅之（くろだ まさゆき）
    - 斎藤由佳（さいとう ゆか）
    - 白水徹（しろうず とおる）
    - 杉野幹起（すぎの もとき）
    - 杉本青空（すぎもと そら）
    - 善田春奈（ぜんだ はるな）
    - 大同智（だいどう さとし）
    - 唐治谷雄大（とじたに ゆうだい）
    - 中井遥斗（なかい はると）
    - 永田右京（ながた うきょう）
    - 松本遥香（まつもと はるか）
    - 山本拓海（やまもと たくみ）

  - トロンボーン
    - 安藤友里（あんどう ゆり）
    - 井浪直子（いなみ なおこ）
    - 木口良之（きぐち よしゆき）
    - 久保果琳（くぼ かりん）
    - 寺田樹（てらだ たつき）
    - 松田沙織（まつだ さおり）
    - 宮澤優樹（みやざわ ゆうき）

  - トランペット
    - 猪子知暁（いのこ ともあき）
    - 奥野奏（おくの ありあ）
    - 川浪彰嗣（かわなみ あきつぐ）
    - 木野鮎奈（きの あゆな）
    - 津田真以子（つだ まいこ）
    - 永野雄己（ながの ゆうき）
    - 東瀧将（ひがしたき しょう）
    - 村上泰平（むらかみ たいへい）
    - 萌々（もも）
    - 諸頭真理子（もろと まりこ）

### グルメリポーター第7世代オーディション
- コウテイ（下田真生・九条ジョー）[11]

## ライブ

### チーム・マンモスター→Re:Complex
| 日程           | タイトル                                             | 場所                           |
| -------------- | ---------------------------------------------------- | ------------------------------ |
| 2017年9月23日  | マンモスターLIVE vol.1                               | MBSちゃやまちプラザ            |
| 2017年9月30日  | マンモスターLIVE vol.2                               | MBSちゃやまちプラザ            |
| 2017年10月14日 | マンモスターLIVE vol.3                               | MBSちゃやまちプラザ            |
| 2017年10月19日 | マンモスターLIVE vol.4                               | MBSちゃやまちプラザ            |
| 2017年11月9日  | マンモスターLIVE vol.5                               | MBSちゃやまちプラザ            |
| 2017年11月18日 | マンモスターLIVE vol.6                               | MBSちゃやまちプラザ            |
| 2017年11月25日 | マンモスターLIVE vol.7                               | MBSちゃやまちプラザ            |
| 2017年12月7日  | MAMMOSTAR SUPER LIVE vol.1                           | YES THEATER                    |
| 2017年12月9日  | マンモスターLIVE vol.8                               | MBSちゃやまちプラザ            |
| 2017年12月17日 | MAMMOSTAR SUPER LIVE vol.2                           | YES THEATER                    |
| 2017年12月25日 | MAMMOSTAR SUPER LIVE vol.3                           | YES THEATER                    |
| 2018年1月10日  | MAMMOSTAR SUPER LIVE vol.4                           | YES THEATER                    |
| 2018年1月17日  | MAMMOSTAR SUPER LIVE vol.5                           | YES THEATER                    |
| 2018年1月28日  | MAMMOSTAR SUPER LIVE vol.6                           | YES THEATER                    |
| 2018年2月25日  | MAMMOSTAR SUPER LIVE vol.7                           | YES THEATER                    |
| 2018年4月6日   | Re:Complex ワンマンLIVE VOL.1                        | YES THEATER                    |
| 2018年5月9日   | Re:Complex ワンマンLIVE VOL.2                        | YES THEATER                    |
| 2018年6月10日  | Re:Complex ワンマンLIVE VOL.3                        | YES THEATER                    |
| 2018年7月16日  | Re:Complex ワンマンLIVE VOL.4                        | YES THEATER                    |
| 2018年9月17日  | Re:Complex ワンマンLIVE                              | amHALL                         |
| 2018年10月20日 | Re:Complex ワンマンLIVE VOL.5                        | YES THEATER                    |
| 2018年12月16日 | Re:Complex ワンマンLIVE in Tokyo                     | KeyStudio                      |
| 2018年12月17日 | Re:Complex ワンマンLIVE                              | UMEDA CLUB QUATTRO             |
| 2019年8月30日  | Re:Complex THE LIVE〜En-Dolphin〜                    | なんばHatch                    |
| 2019年12月15日 | Re:Complex 2nd Anniversary LIVE                      | COOL JAPAN PARK OSAKA WWホール |
| 2021年2月22日  | Re:Complex LIVE 2020 Starting Point〜Color at TIME〜 | UMEDA CLUB QUATTRO             |

## スタッフ
- ナレーター：ダブルアート真べぇ、神楽千歌
- 構成：友光哲也、中野貴至、七野ヒロユキ
- EED：工藤雄貴、永元菜津美
- MA：富永まい子
- 音効：黒澤秀一
- タイトルロゴ：高橋誠二
- 協力：マウス、Studio Nest、サークルズッツ、beafic inc. ICOICO OSAKA
- 宣伝：水野愛美
- 運営：左近聡、山田菜夏、土田祐樹、菅拓登
- AD：橋本都、大角真里奈、坂貴登
- AP：南沙織、三島綾乃
- ディレクター：明智亮太、尾崎良介、山崎浩、梅本匠
- 演出：渡邉恒史
- 制作アドバイザー：新堂裕彦・藤原大輔（MBS）
- プロデューサー：金丸貴史（吉本興業）、池田徹（よしもとブロードエンタテインメント）、関根清隆・奥井剛平（Showtitle）
- 制作協力：MBS、Showtitle、よしもとブロードエンタテインメント
- 制作著作：吉本興業